# Life Is A Dance Floor
"Life Is A Dance Floor" es la primera canción de Pee Wee. Pee Wee debutó la canción en vivo en 2008 Premios Juventud el 17 de julio de 2009. La canción no se incluyó en el álbum debut de Pee Wee Yo soy, sólo como una pista adicional de pre-orden en iTunes.